# Campeonato Asiático de Atletismo de 2023 - Salto com vara masculino
A prova do salto com vara masculino do Campeonato Asiático de Atletismo de 2023 foi disputada no dia 16 de julho de 2023, no Estádio Nacional, em Banguecoque, na Tailândia.

## Recordes
Antes desta competição, os recordes mundiais e do campeonato nesta prova eram os seguintes:
|                       | Nome               | Nacionalidade | Altura  | Local            | Data                    |
| --------------------- | ------------------ | ------------- | ------- | ---------------- | ----------------------- |
| Recorde mundial       | Armand Duplantis   | Suécia        | 6m 22cm | Clermont-Ferrand | 25 de fevereiro de 2023 |
| Recorde do campeonato | Ernest John Obiena | Filipinas     | 5m 71cm | Doha             | 21 de abril de 2019     |
| Recorde asiático      | Ernest John Obiena | Filipinas     | 6m 00cm | Bergen           | 10 de junho de 2023     |

Os seguintes recordes foram estabelecidos durante esta competição:
| Data        | Evento | Atleta             | Nacionalidade | Altura  | Notas                 |
| ----------- | ------ | ------------------ | ------------- | ------- | --------------------- |
| 16 de julho | Final  | Ernest John Obiena | Filipinas     | 5m 91cm | Recorde do campeonato |

## Medalhistas
| Ouro                     | Prata                       | Bronze            |
| Ernest John Obiena (PHI) | Hussain Asim Al-Hizam (KSA) | Huang Bokai (CHN) |

## Cronograma
Todos os horários são locais (UTC+7)
| Data        | Hora  | Evento |
| ----------- | ----- | ------ |
| 16 de julho | 15:00 | Final  |

## Resultado final
A final ocorreu no dia 16 de julho às 15:00.
| Posição           | Atleta                      | Nacionalidade  | 4.61 | 4.81 | 5.01 | 5.16 | 5.31 | 5.41 | 5.51 | 5.56 | 5.61 | 5.66 | 5.80 | 5.91 | 6.02 | Resultados | Notas                 |
| ----------------- | --------------------------- | -------------- | ---- | ---- | ---- | ---- | ---- | ---- | ---- | ---- | ---- | ---- | ---- | ---- | ---- | ---------- | --------------------- |
| Medalha de ouro   | Ernest John Obiena          | Filipinas      | –    | –    | –    | –    | –    | –    | o    | –    | –    | o    | o    | xo   | xxx  | 5.91       | Recorde do campeonato |
| Medalha de prata  | Hussain Asim Al-Hizam       | Arábia Saudita | –    | –    | –    | –    | xo   | xx–  | o    | o    | xxx  |      |      |      |      | 5.56       |                       |
| Medalha de bronze | Huang Bokai                 | China          | –    | –    | –    | –    | xo   | xo   | o    | –    | xxx  |      |      |      |      | 5.51       |                       |
| 4                 | Tomoya Karasawa             | Japão          | –    | –    | –    | o    | o    | xxo  | o    | xx–  | x    |      |      |      |      | 5.51       |                       |
| 5                 | Seifeldin Heneida Abdesalam | Catar          | –    | –    | –    | o    | o    | o    | xxx  |      |      |      |      |      |      | 5.41       |                       |
| 6                 | Phassapong Unsum-Ang        | Tailândia      | –    | –    | –    | o    | o    | –    | x–   | –    | xx   |      |      |      |      | 5.31       |                       |
| 7                 | Han Du-hyun                 | Coreia do Sul  | –    | –    | o    | xo   | o    | xxx  |      |      |      |      |      |      |      | 5.31       |                       |
| 8                 | Huang Cheng-chi             | Taipé Chinesa  | –    | o    | o    | xo   | xxx  |      |      |      |      |      |      |      |      | 5.16       |                       |
| 9                 | Ivan Tovchenik              | Cazaquistão    | –    | –    | xxo  | xxx  |      |      |      |      |      |      |      |      |      | 5.01       |                       |
| 99                | Yao Jie                     | China          | –    | –    | –    | –    | –    | –    | xxx  |      |      |      |      |      |      | NM         |                       |
| 99                | Kasinpob Chomchanad         | Tailândia      | –    | –    | –    | –    | xxx  |      |      |      |      |      |      |      |      | NM         |                       |
| 99                | Cheung Pui Yin              | Hong Kong      | xxx  |      |      |      |      |      |      |      |      |      |      |      |      | NM         |                       |

Legenda
| Recorde mundial       | Recorde mundial (World record)               |                       | Recorde africano                      | Recorde africano (African) |                                           | Q | Classificado por posição (Qualified) |
| Recorde do campeonato | Recorde do campeonato (Championship record)  | Recorde da América    | Recorde da América (Americas)         | q                          | Classificado por melhor tempo (Qualified) |   |                                      |
| Melhor marca do ano   | Melhor marca do ano (World leading)          | Recorde asiático      | Recorde asiático (Asian)              | DNS                        | Não largou (Did not start)                |   |                                      |
| Recorde nacional      | Recorde nacional (National record)           | Recorde europeu       | Recorde europeu (European)            | DNF                        | Não terminou (Did not finish)             |   |                                      |
| Recorde pessoal       | Recorde pessoal do atleta (Personal best)    | Recorde da Oceania    | Recorde da Oceania (Oceania)          | DSQ / DQ                   | Desclassificado (Disqualified)            |   |                                      |
| Recorde da temporada  | Recorde da temporada do atleta (Season best) | Recorde sul-americano | Recorde sul-americano (South America) | NM                         | Sem marca (No mark)                       |   |                                      |